# Кактурналыколь
Кактурналыколь — бессточное горько-солёное озеро на юго-западе Альменевского района Курганской области России. Находится на обширной озёрной равнине в междуречье рек Уй и Миасс, к восток-юго-востоку от озера Улыбаш.

## Общее описание
Районный центр село Альменево находится в 36 км к северо-востоку. Озеро бессточное, с юго-запада впадает пересыхающий ручей. Острова отсутствуют. Форма озера овальная, длина около 5,2 км, ширина в центральной части до 3,6 км. В восточной части — длинный и узкий залив, переходящий в солончак (урочище Голые Турналы). Площадь водного зеркала равняется 13,8 км². Чётких границ водосбора не имеет. Высота озера над уровнем моря — 169,2 м. Максимальная глубина водоема составляет 4 метра при средней глубине 3 метра. Дно илистое. Питание за счет атмосферных осадков, грунтовых и подземных вод. Берега низкие, покрытые степной и луговой растительностью.
Используется для промышленного рыболовства. В Кактурналыколе водятся серебряный карась, пелядь и окунь.

## Коды озера
- Код по Государственному водному реестру — 14010501011111200015519[5].
- Код по Гидрологической изученности — 211201551[5].